# Штурлић
Штурлић је насељено мјесто у Босни и Херцеговини, у граду Цазину, које административно припада Федерацији Босне и Херцеговине. Према попису становништва из 2013. у насељу је живјело 2.447 становника.

## Становништво
| Националност       | 1991.          | 1981.          | 1971.          |
| Муслимани          | 2.692 (99,18%) | 2.411 (99,29%) | 2.009 (99,45%) |
| Срби               | 5 (0,18%)      | 10 (0,41%)     | 4 (0,19%)      |
| Хрвати             | 3 (0,11%)      | 3 (0,12%)      | 1 (0,04%)      |
| Југословени        | 5 (0,18%)      | 1 (0,04%)      | 2 (0,09%)      |
| остали и непознато | 9 (0,33%)      | 3 (0,12%)      | 4 (0,19%)      |
| Укупно             | 2.714          | 2.428          | 2.020          |